# Banda ampla
El terme banda ampla (de l'anglès broadband) no és només un concepte tècnic. Tot i que s'expressa en termes tècnics, depèn de les expectatives dels usuaris. Es refereix a l'amplada de banda de connectivitat que els usuaris tenen o requereixen per satisfer raonablement les seves demandes d'accés als serveis d'informació i comunicacions.
Històricament tenia a veure amb capacitats d'accés a Internet superiors a les de l'accés analògic per mòdem (normalment : 56 kbps) o a l'accés digital de la XDSI (1× o 2× 64 kbps). Després el llindar es va posar en la velocitat inicial de l'ADSL (256 kbps), més tard en el de la versió més moderna (512 kbps), i ara l'abast varia segons els països:
- Segons la Comissió federal de Comunicacions dels EUA (FCC) es considera banda ampla l'accés a una velocitat igual o superior als 200 kbps, com a mínim en un sentit;
- al Canadà, una velocitat superior als 1,5 Mbps ;
- al Japó, una velocitat superior a 100 Mbps ;
- per l'OCDE, una velocitat superior a 256 kbps en el canal descendent.
- Per la Unió Internacional de telecomunicacions (ITU) el llindar se situa en els 2 Mbps.[1]

Per tant, no és un concepte estàtic, ni és independent del comportament del mercat. Es tracta d'un valor que evoluciona amb les preferències i necessitats dels usuaris. És també un concepte centrat en l'usuari i el punt de partida per a qualsevol sistema de comunicacions de nova generació. Els serveis que hom pot considerar són telefonia, àudio, dades/accés a Internet, i vídeo/televisió. Depenent del nivell de qualitat de cadascun d'ells i la capacitat d'"streaming" d'àudio i vídeo, el resultat avui pot ser d'uns quants Mbps, per sota però dels 10 Mbps. Si es refà el càlcul per una llar (on diversos usuaris poden accedir simultàniament a serveis diferents) el resultat pot pujar a desenes de Mbps.
A part de la velocitat, hom considera característic de la banda ampla la digitalització, la interactivitat i la connexió permanent.
El triple-play és el terme comercial de la banda ampla que fan servir els operadors de telecomunicacions, i que consisteix a oferir un triple servei de veu, dades i televisió.

## Tecnologies
Es parla generalment de banda ampla a la xarxa d'accés, és a dir en l'enllaç final entre el client i la xarxa.

### Tecnologies de la xarxa d'accés

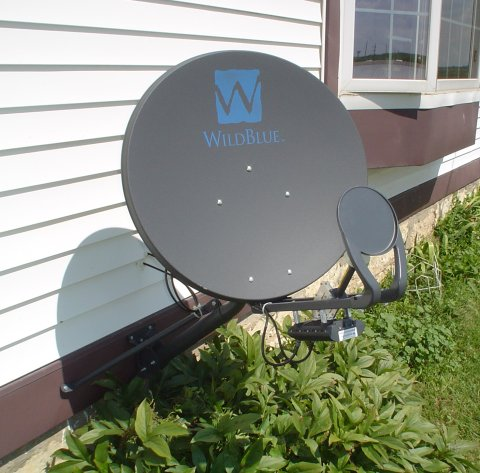
Receptor satèl·lit artificial

- La fibra òptica fins a casa del client (tècnicament FTTH,  fiber to the home ), molt desenvolupat a certs països (Japó, Corea del Sud…) ;
- el cable coaxial, introduït històricament pels proveïdors de televisió per cable, present sobretot a determinades zones urbanes ;
- el satèl·lit artificial, que té una velocitat constant en sentit descendent (recepció de dades), però amb retards importants limitant les aplicacions en temps real com la veu per IP o el videojoc en línia ;
- els sistemes DSL, asimètric (ADSL) o altres (xDSL), són tecnologies que aprofiten el parell de coure de la xarxa telefònica tradicional.
- Les Comunicacions per línia elèctrica, que utilitzen la xarxa elèctrica de distribució.

Aquestes tècniques són capaces en teoria d'aportar serveis múltiples (veu, dades, vídeo) a alta velocitat però, a la pràctica, la qualitat del servei és variable. La distància geogràfica debilita el senyal (excepte a la transmissió per fibra òptica) i la majoria de les tecnologies d'accés són susceptibles d'oferir velocitats menors si el client està allunyat de la central pública.

## US CONFUSOS
Tot i que diverses formes de transmissió de baixa velocitat com els mòdems analògics de més de 600 bps són de banda ampla, aquesta denominació s'ha associat més estretament amb formes de transmissions d'alta velocitat tals com DSL y T/E-carrier. Per això la denominació "banda ampla" també s'utilitza per indicar velocitats relativament altes, mentre que la denominació "banda estreta" s'utilitza per indicar velocitats relativament baixes. Avui en dia és bastant comú sentir dir que a un mètode de banda ampla com un mòdem de 9600 bits es denominin de "banda estreta", mentre que a un mètode de banda base com Ethernet 10BASE-T se'l denomini com de banda ampla

## Penetració de la banda ampla per país
La penetració de l'accés Internet d'alta velocitat, expressada en nombre d'accessos per 100 habitants i en ordre decreixent, era la següent el juny de 2008 per als 30 països de l'OCDE:
1. Dinamarca 36,7 ;
2. Països Baixos 35,5 ;
3. Noruega 33,4 ;
4. Suïssa 32,7 ;
5. Islàndia 32,3 ;
6. Suècia 32,3 ;
7. Corea del Sud 31,2 ;
8. Finlàndia 30,7 ;
9. Luxemburg 28,3 ;
10. Canadà 27,9 ;
11. Regne Unit 27,6 ;
12. Bèlgica 26,4 ;
13. França 26,4 ;
14. Alemanya 26,2 ;
15. Estats Units 25,0 ;
16. Austràlia 23,5 ;
17. Japó 23,0 ;
18. Àustria 20,6 ;
19. Nova Zelanda 20,4 ;
20. Espanya 19,8 ;
21. Irlanda 19,1 ;
22. Itàlia 18,2 ;
23. República Txeca 15,8 ;
24. Hongria 15,7 ;
25. Portugal 14,8 ;
26. Grècia 11,2 ;
27. Polònia 9,6 ;
28. Eslovàquia 8,9 ;
29. Turquia 6,8 ;
30. Mèxic 4,7.

La penetració mitjana pels 30 països de l'OCDE era de 21,3 accessos per 100 habitants.
Tot i que alguns estudis internacionals sobre l'amplada de banda fixa sempre ens reserven una posició en la cua pel nostre país, en la banda ampla del mòbil la situació canvia bastant. El tercer estudi anual de Cisco que puntua la banda ampla de tots els països del planeta, ens dona un aprovat molt justet en ADSL, però també diu que Espanya té la quarta banda ampla mòbil de més qualitat entre els 69 països analitzats.